# تیراندازی تاوزند اوکس

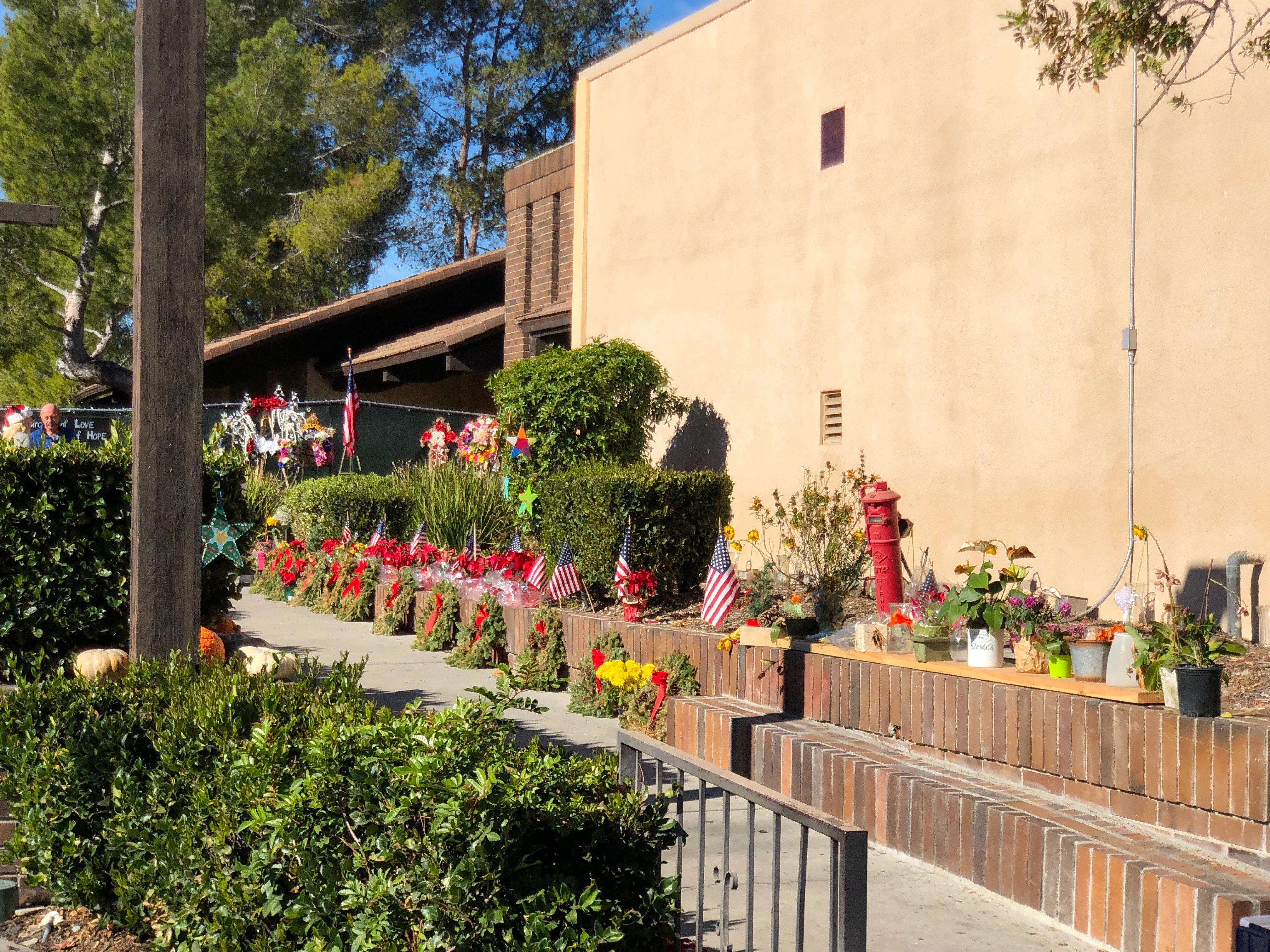
تیراندازی تاوزند اوکس

یک تیراندازی کور که در تاریخ ۷ نوامبر ۲۰۱۸ در یک باشگاه شبانه به وقوع پیوست و در جریان آن ۱۳ تن از جمله خود مهاجم و یک افسر پلیس کشته و ۲۵ تن نیز زخمی شدند. مهاجمان ۲۸ ساله با نام ایان دیوید لانگ (Ian David Long) معرفی شده‌است.